# Клиф Уилямс
Клифърд Уилямс (на английски: Clifford Williams) е английски басист, член на хардрок групата AC/DC от Сидни, Австралия.
На 9-годишна възраст Уилямс се премества от Ромфорд в Лондон. Още от малък носи дълга коса и разпуснати дрехи. Страни от работата във фабриката на баща му, също като братята Ангъс и Малкълм Йънг от AC/DC.
В края на 1960-те години става член на групата Home. След няколко малки успеха тя е разпусната. Свири и в Bandit.
През 1977 г. Уилямс вече търси друга банда, когато AC/DC се опитва да намери заместител на Марк Еванс. Тогава се появява Клиф Уилямс. От 27 май 1977 г. Клиф официално е басист на групата. Първата му изява за AC/DC е на концерт в Кливланд на 7 юли 1977 г. Взел е участие в 16 албума на AC/DC.

## Дискография с AC/DC
- 1977: Let There Be Rock
- 1978: Powerage
- 1978: If You Want Blood (You’ve Got It)
- 1979: Highway to Hell
- 1980: Back in Black
- 1981: For Those About to Rock
- 1983: Flick of the Switch
- 1985: Fly on the Wall
- 1986: Who Made Who
- 1988: Blow Up Your Video
- 1990: The Razors Edge
- 1992: Live
- 1995: Ballbreaker
- 2000: Stiff Upper Lip
- 2009: Black Ice
- 2012 Live at river plate
- 2014 Rock or Bust
- 2020 Power up